# Nieuwegein aan zee
Nieuwegein aan zee is een album van Spinvis, het verscheen op CD en op DVD.

## Tracklist
| Een Nagemaakte Gek                                                                 | 3:42  |
| Kindje van God                                                                     | 3:23  |
| Het Laatste Wonder                                                                 | 5:07  |
| Astronaut (met Laïs)                                                               | 4:22  |
| Handige Tante / Jongen met Geld (live in Paradiso, Amsterdam, 18-3-03)             | 4:24  |
| Bagagedrager (live in Paradiso, Amsterdam, 18-3-03)                                | 8:43  |
| Limonadeglazen wodka (live in De Kom, Nieuwegein, 3-5-03)                          | 5:34  |
| Herfst en Nieuwegein (live in De Kom, Nieuwegein, 3-5-03 )                         | 5:17  |
| In de staat van narcose / Regen en patchoulli (live in De Kom, Nieuwegein, 3-5-03) | 10:19 |
| Wat zei Alice Ook Alweer?                                                          | 2:42  |